# Viersener Straße 143 (Mönchengladbach)

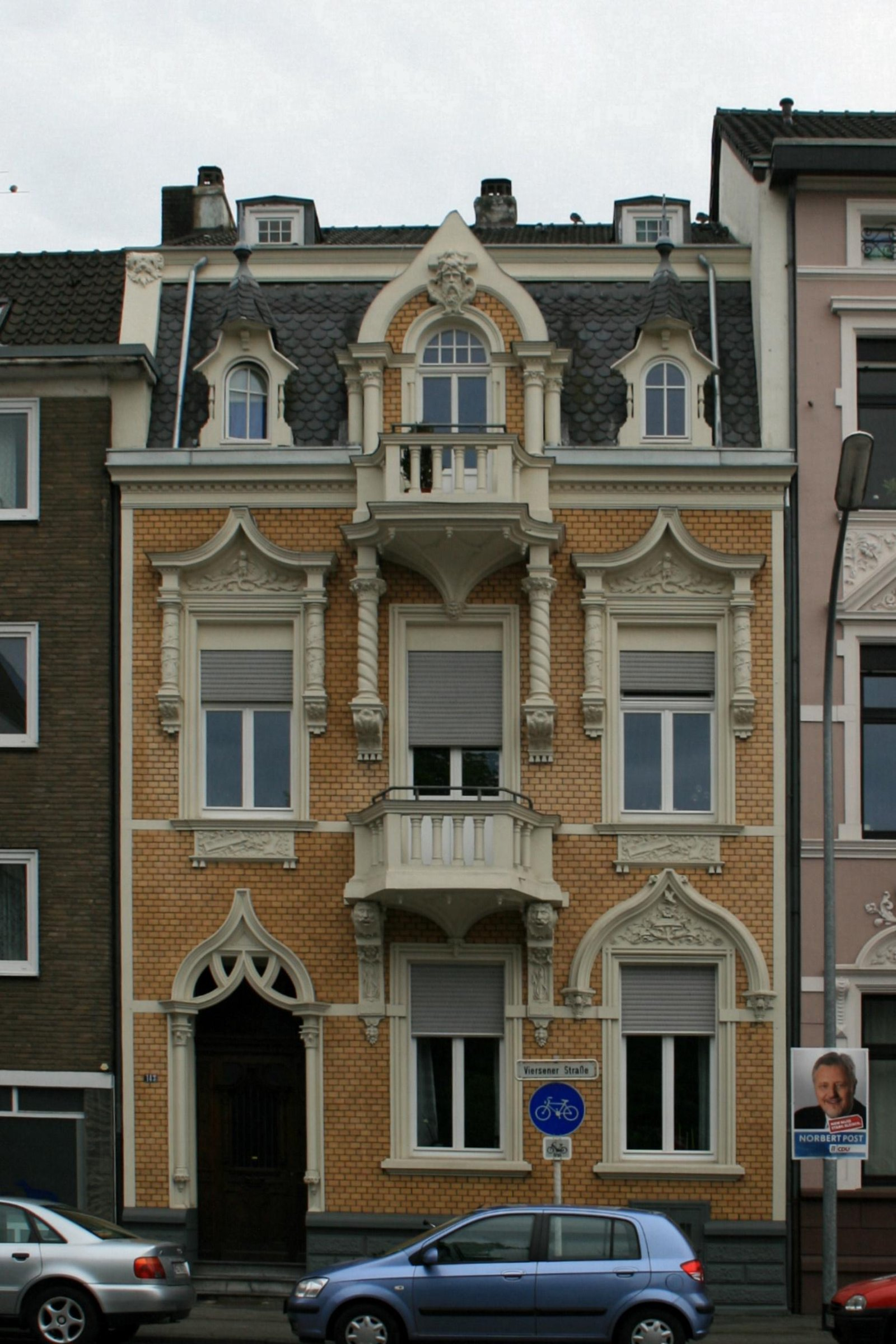
Wohnhaus (2010)

Das Wohnhaus Viersener Straße 143 steht in Mönchengladbach (Nordrhein-Westfalen) im Stadtteil Am Wasserturm.
Das Gebäude wurde 1905 erbaut und unter Nr. V 017 am 18. September 1991 in die Denkmalliste der Stadt Mönchengladbach eingetragen.

## Lage
Die Viersener Straße ist die alte Verbindung von Mönchengladbach nach Viersen, die gegen Ende des 19. Jahrhunderts gebaut wurde. Haus Nr. 143 liegt an der Einmündung zur Franziskanerstraße in einer Gruppe historischer Häuser. 

## Architektur
Es handelt sich um ein dreiachsiges, zweigeschossiges Wohnhaus unter einem Mansarddach mit einem Anbau und einer Terrasse. Das Objekt ist aus architektonischen und stadtbildnerischen Gründen unbedingt schützenswert.